# Berzeviczy Umina
Berzeviczy Umina (1762 – 1797) perui származású nemes hölgy. Szülei Sebastian Berzeviczy lengyel kalandor (meghalt: 1798) és Umina Atahualpa (meghalt: 1762) inka hercegnő.

## Élete
Umina a spanyolok ellen 1781-ben felkelt inka vezér, Tupac Amaru unokaöccséhez (José Gabriel Condorcanqui) ment feleségül, aki II. Tupac Amaru néven inka királynak neveztette ki magát, majd a felkelés leverése után, mint nagybátyja örökösének, menekülnie kellett. Olaszországba menekültek, innen Umina – férje titokzatos meggyilkolása után – az inka trónra jogosult gyermekével Nedec várába menekült. A spanyolok bosszúja állítólag itt utolérte Uminát is. A Berzeviczy család az unoka életét féltve Waclaw Beneszsel örökbe fogadtatta Umina gyermekét, az inka Antoniót (meghalt: 1777), aki a polgári Benesz Antal néven élt. Később egy lengyel nőt, Jagiellát vette feleségül és végrendeletben tiltotta meg fiainak, hogy inka eredetüket és örökségüket kutassák, hogy ezzel további balsorsuknak elejét vegye. Két fia, Ernő (Erneszt) és Vilmos (William), valamint két lánya született Antoniónak. Antoniót valószínűleg spanyol kémek ölték meg.
Berzeviczy Umina és Sebastian Berzeviczy létezésére semmiféle komoly bizonyíték nincs, de a legenda ma is él.

## Leszármazottai
Andrzej Benesz, a lengyel parlament (szejm) alelnöke, aki 1976-ban autóbalesetben hunyt el.

## Egy legenda
Egy késői leszármazottnak sikerült megtalálnia a bonyolult üggyel kapcsolatos iratokat, amelyek a hatalmas inka kincs rejtekhelyéről is említést tettek. Az okirat szerint a kincs rejtekhelyére a közelebbi útmutatás a nedeci felső vár küszöbe alatt rejtőzik. 1946-ban Nedec várában megjelent a jogosultságát okiratokkal igazoló Beneš-leszármazott és – a hatóságok jelenlétében – kibontatta a várkapu küszöbét. Innen egy ólomtokban bőrszíjakból álló perui csomóírás, ún. kipu került elő, amely a legendának némi valóságtartalmat adott. Csupán azt nem tudjuk, sikerült-e azután az inka leszármazott Benešeknek a csomóírás útmutatása alapján az inka kincsek birtokába jutni. Erről már hallgat a legenda.